# 하리얀카 왕조
하리얀카 왕조(산스크리트어: हर्यक वंश)는 마가다 왕국의 세번째 왕조이다. 프라드요타 왕조가 무너진 기원전 544년부터 샤이슈나가 왕조가 들어선 기원전 413년까지 존속하였다.

## 역사

### 빔비사라(기원전 544년 ~ 기원전 494년)
기원전 544년에 빔비사라가 당시 마가다 왕국의 왕조인 프라드요타 왕조의 왕을 몰아내고 왕위에 오르면서 하리얀카 왕조가 시작되었다. 빔비사라는 마가다의 기존 수도였던 기리브라자 인근에 있는 철광산 지역에 약 40킬로미터나 되는 성벽으로 에워싸인 신도시인 라자그리하를 건설한 후 그곳으로 천도하였고 기원전 538년에 갠지스 강의 델타 지대에 있는 중요한 항구국가인 앙가 왕국을 정복함으로써 갠지스 강의 항행(航行) 지배권을 장악하였으며, 아들인 아자타샤트루를 앙가의 총독으로 파견해 다스리게 하였다. 또한 동시기 인물들인 고타마 붓다와 마하비라 등의 출가 수행자들이 활동하자 그들에게 뱃삮을 면제하는 명령을 내렸으며 고타마 싯다르타 측에게는 죽림정사 등의 사원들을 지어주는 등 수행자들에 대한 지원을 아끼지 않았다. 그 외에 마가다 왕국의 동맹국들을 확보하기 위해 결혼 동맹을 자주 추진하였으며 코살라 왕국 출신의 공주를 아내로 맞아들였을 때 코살라 왕국이 지배하던 도시인 바라나시를 혼인 지참금으로서 할양받기도 하였다. 

### 아자타샤트루(기원전 494년 ~ 기원전 461년)
기원전 494년 경에 데바닷타의 사주를 받은 아자타샤트루는 앙가에서 마가다로 귀환한 후 빔비사라를 감금하며 왕위에서 몰아낸 후 마가다의 왕으로 즉위하였는데, 그는 아버지인 빔비사라와 마찬가지로 불교와 자이나교 등의 신흥 종교들을 보호하는 정책을 추진하였으며, 당시 마가다를 위협하던 리차비족의 위협에서 벗어나기 위하여 기원전 490년에 파탈리푸트라라는 이름의 신도시를 건설하였다. 이와 동시에 마가다 왕국의 군사력을 증강시키기 위하여 고대 인도 중에서는 최초로 투석기를 군대에 도입하였으며, 기존의 전차에 낫을 달아 낫전차라는 신무기를 개발하기도 하였다. 이 신무기들을 이용해 리차비와 밧지 등의 36개의 소국들을 합병시켜 국력을 강화한 마가다 왕국은 당시 마가다 왕국의 경쟁국이었던 코살라 왕국을 공격하였으며 결국 기원전 476년에 코살라 왕국을 정복하는데 성공하였다.

### 우다야바드라(기원전 461년 ~ 기원전 444년)
기원전 461년 아자타샤트루가 사망하자 마가다의 왕으로 즉위한 우다야바드라는 아버지인 아자타샤트루가 건설한 신도시인 파탈리푸트라가 마가다의 영토 중심지에 가까워 통치에 수월하다고 생각해 파탈리푸트라로 수도를 천도하였으며, 그 후 프라드요타 왕조가 지배하는 아반티와의 전쟁을 벌이다 기원전 444년에 사망하였다.

### 쇠퇴기 (기원전 444년 ~ 기원전 413년)
우다야바드라 왕 사후 마가다에는 왕의 계승권을 에워싸고 권력의 자리에 오르려 하는 몇몇 계승권 주장자가 있었기 때문에 일련의 암살사건의 비극이 일어났다. 바라바르 구릉의 철광산이나 다르와르와 신푸르 지방의 동, 철의 광산과 상비군 덕택에 기원전 5세기에 번영의 극치에 달했던 이 왕국도 왕국 내부의 반란으로 혼란에 빠졌고 결국 기원전 413년에 당시의 재상(宰相) 샤이슈나가가 왕위에 오르면서 하리얀카 왕조는 막을 내렸다.

## 역대 군주
| 통치자       | 재위 (기원전)    |
| ------------ | ---------------- |
| 빔비사라     | 기원전 544~491년 |
| 아자타샤트루 | 기원전 491~461년 |
| 우다야바드라 | 기원전 461~428년 |
| 아누룻다     | 기원전 428~419년 |
| 문다         | 기원전 419~417년 |
| 다르샤카     | 기원전 417~415년 |
| 나가다사카   | 기원전 415~413년 |

## 같이 보기
- 마가다-밧지 전쟁
- 프라디요타 왕조